# Bruchmühlen (Rödinghausen)
Bruchmühlen ist ein Ortsteil der Gemeinde Rödinghausen im Kreis Herford in Nordrhein-Westfalen, der aus der ehemaligen Gemeinde Westkilver hervorgegangen ist.
Der Ort liegt an der Landesgrenze zwischen den Ländern Niedersachsen und Nordrhein-Westfalen. Auf niedersächsischer Seite schließt sich der gleichnamige Meller Stadtteil Bruchmühlen an. Kulturell und städtebaulich bilden das niedersächsische und nordrhein-westfälische Bruchmühlen eine Einheit. Der Ortsname Bruchmühlen wurde erstmals 1322 im Zusammenhang mit dem Gut Bruchmühlen erwähnt, dessen Reste auf niedersächsischer Seite liegen. Das nordrhein-westfälische Bruchmühlen gehörte ursprünglich zur Gemeinde Westkilver im Amt Rödinghausen, die am 1. Januar 1969 nach Rödinghausen eingemeindet wurde.

## Geografische Lage und Sehenswürdigkeiten

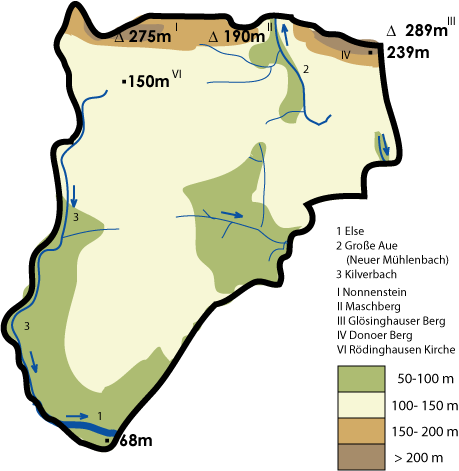
Physische Karte des Rödinghauser Gebiets

Das nordrhein-westfälische Bruchmühlen liegt im Ravensberger Hügelland nördlich des Flusses Else und östlich des Kilverbachs. Der Hauptort an der Else liegt auf einer Höhe von 70 m ü. NN. Im Norden steigt das Gebiet auf Rödinghauser Seite zum Wiehengebirge hin bis auf eine Höhe von rund 120 m ü. NN an. Die Bauerschaft Westkilver, nach der bis 1968 die Altgemeinde benannt war, ist im Vergleich zum in der Elseniederung gelegenen Hauptort Bruchmühlen deutlich bevölkerungsärmer. Der Ort liegt etwas nördlich vom Hauptort Bruchmühlens. Größter Zufluss der Else auf Rödinghausen-Bruchmühlener Gebiet ist der unter Naturschutz stehende Kilverbach, der im Westen die Grenze zwischen Niedersachsen und Nordrhein-Westfalen bildet. Westlich des Kilverbachs und nördlich der Else grenzt der Ortsteil Düingdorf (bis 1972 Gemeinde Düingdorf) des niedersächsischen Stadtteils Melle-Bruchmühlen an Rödinghausen-Bruchmühlen. Südlich der Else grenzt an Rödinghausen-Bruchmühlen die Altgemeinde Bennien, die heute ein Ortsteil des Meller Stadtteils Bruchmühlen ist.

## Geschichte

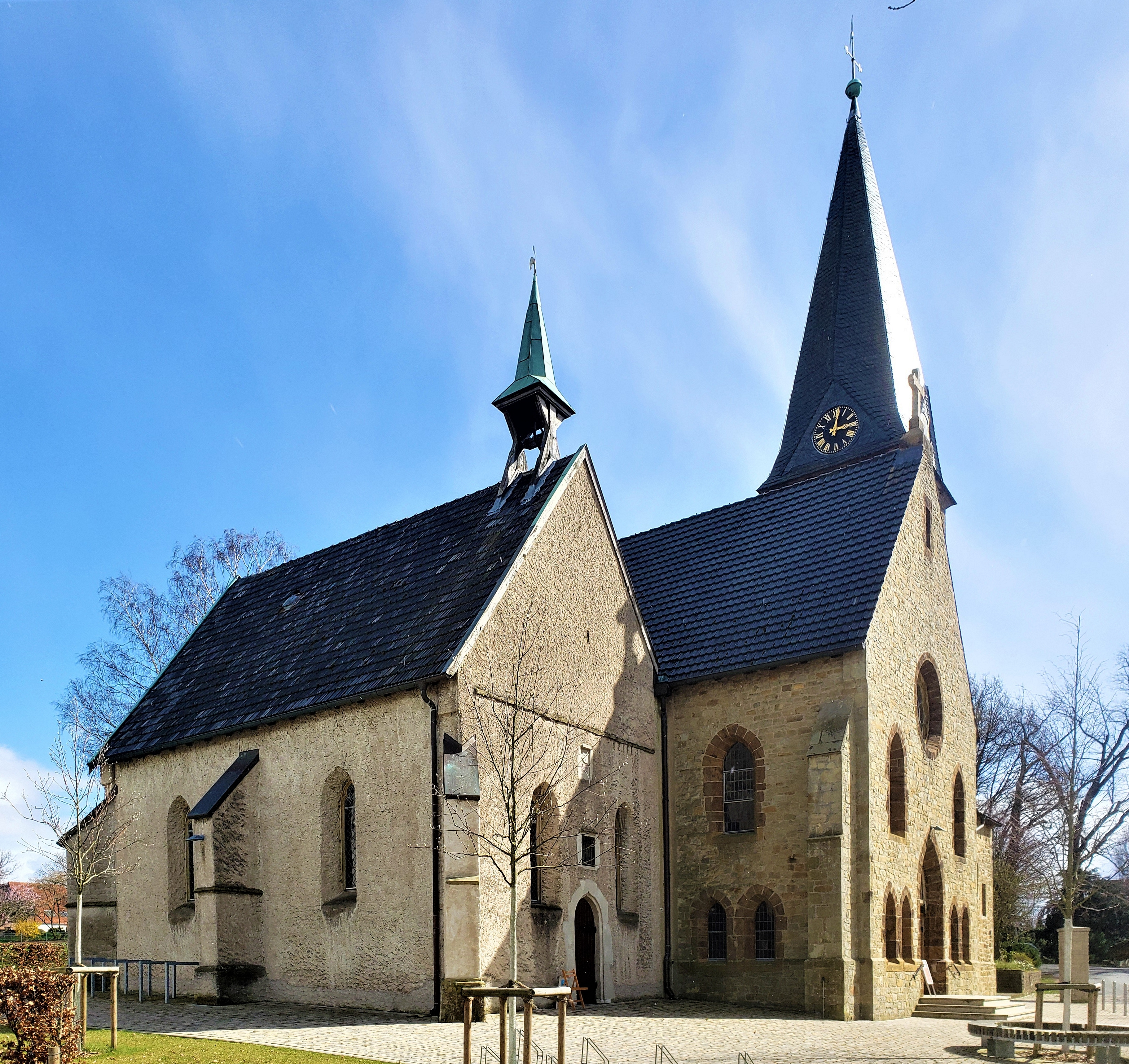
Westkilver, Michael-Kirche. Gotische Seitenkapelle
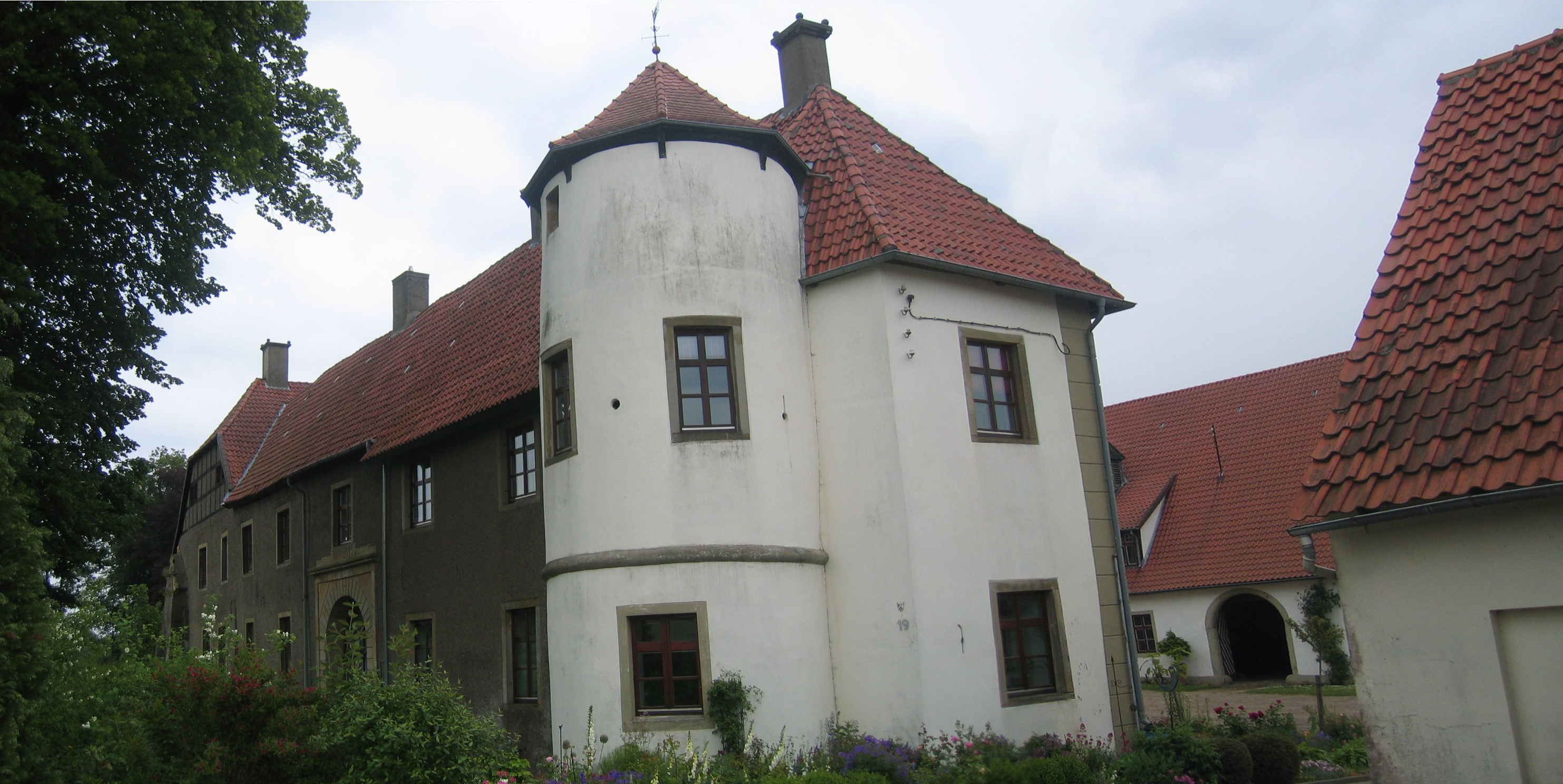
Haus Kilver
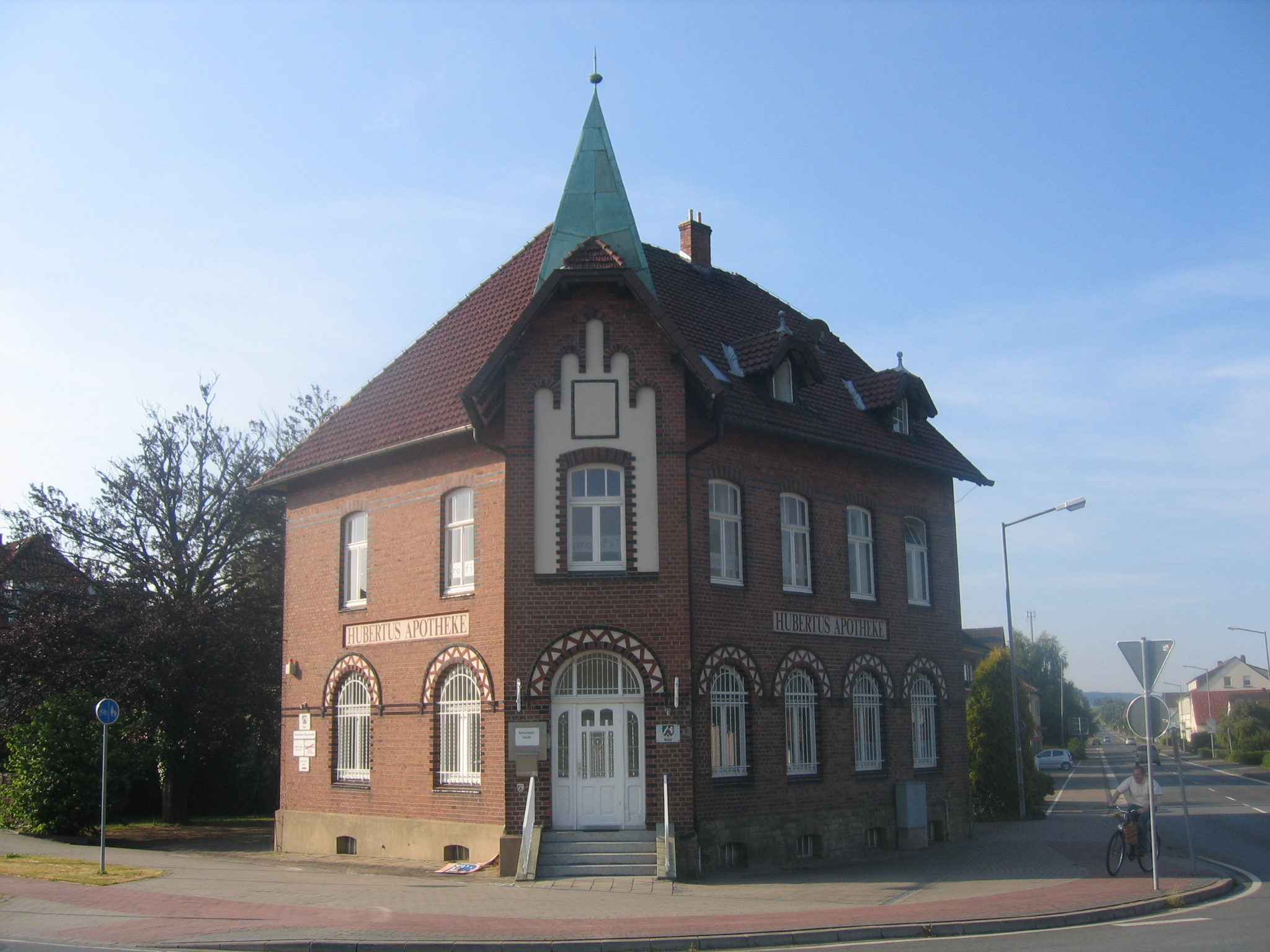
Das ehemalige Postamt von 1905
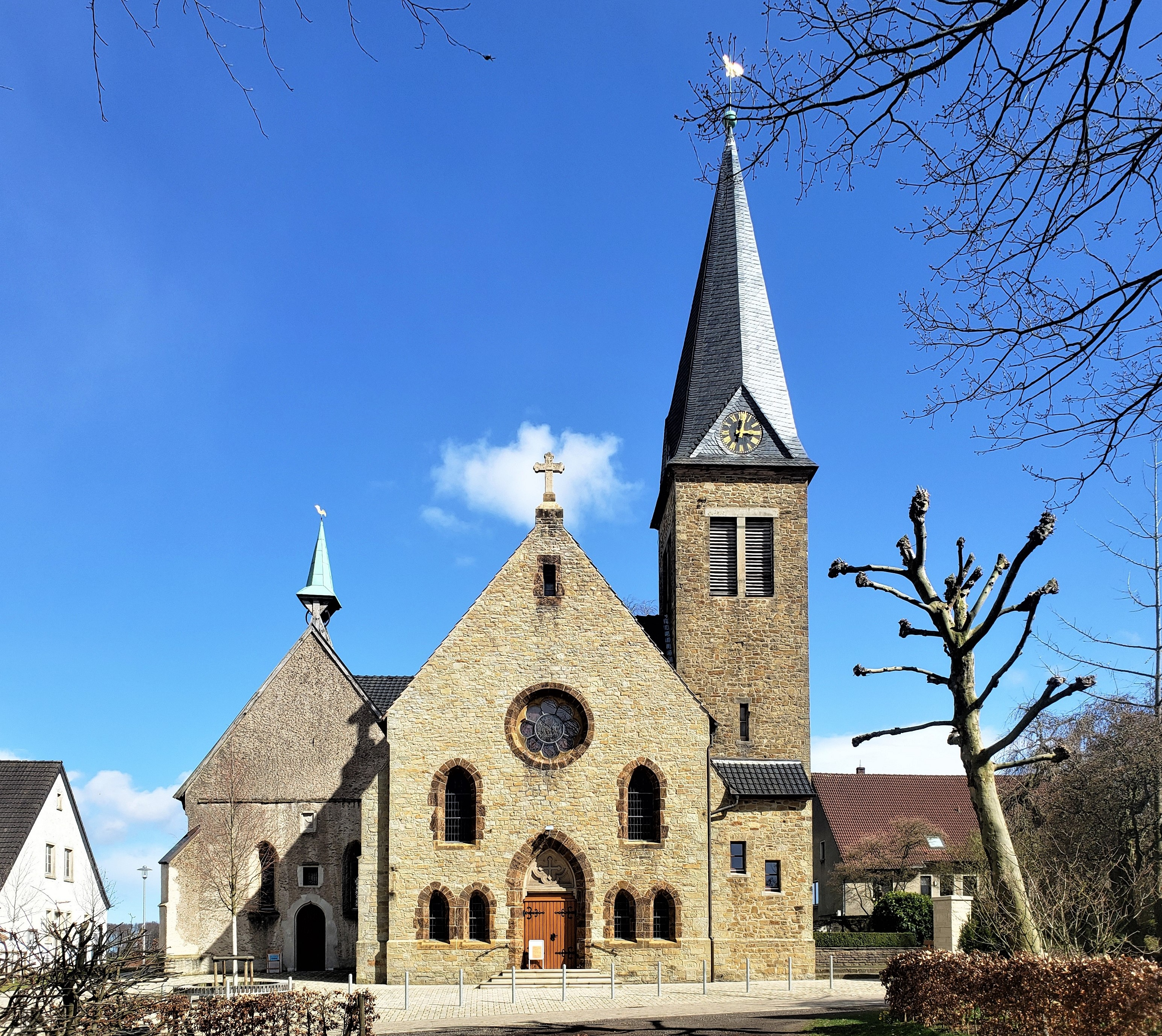
Westkilver, Kirche mit Hauptportal

Die feuchte Niederung um Bruchmühlen wurde im 14. Jahrhundert besiedelt. Das 1322 erwähnte Gut Brocmole im heutigen Niedersachsen gab Bruchmühlen seinen Namen. Diese ehemalige Wasserburg ist lediglich in Resten erhalten. Über Kilverbach und Else wurde im 19. Jahrhundert ein reger Schmuggelverkehr geführt, weil der Ort noch auf der Staatsgrenze des Königreichs Hannover zu Preußen lag.
Westkilver war bis zur Franzosenzeit eine Bauerschaft der Vogtei Bünde im Amt Limberg der Grafschaft Ravensberg. Von 1807 bis 1813 gehörte der Ort zum Kanton Bünde, der von 1807 bis 1810 zum Königreich Westphalen und von 1811 bis 1813 zum Kaiserreich Frankreich gehörte. 1815 kam Westkilver zur preußischen Provinz Westfalen und darin 1816 zum Kreis Bünde, der 1832 im Kreis Herford aufging. Im Kreis Herford gehörte die Gemeinde Westkilver zum Amt Rödinghausen.
Westkilver wurde am 1. Juli 1969 durch das Herford-Gesetz in die Gemeinde Rödinghausen eingegliedert.
Westkilver war nach dem Herrensitz Haus Kilver (erstmals 851 erwähnt) benannt. Als Ortsteil von Rödinghausen erhielt das Gebiet der ehemaligen Gemeinde Westkilver im Oktober 1969 den Namen Bruchmühlen, da der Ort Bruchmühlen bereits wesentlich größer war als die Bauerschaft Westkilver. Der alte Gemeindename bezeichnet heute nur noch die kleine Bauerschaft Westkilver nördlich des Hauptortes Bruchmühlen rund um die Evangelisch-lutherische Michael-Kirche der Kirchengemeinde Westkilver. Der erste Hinweis auf den Ort Westkilver geht auf das Jahr 1308 zurück, in dem explizit der Westteil von Kilver in einer Heberolle des Stift Herford erwähnt wurde. Heute wird die Bezeichnung Bruchmühlen auf Rödinghauser Seite oft als Synonym für die Rödinghauser Ortsteile Ostkilver sowie Bruchmühlen (inkl. der Bauerschaft Westkilver) gebraucht, da der genaue Verlauf der Ortsteilgrenze nicht immer bekannt ist und die Orte zunehmend zusammenwachsen.
1972 entschloss sich die Stadt Melle ihre neu eingegliederten Ortsteile Düingdorf und Bennien in einem Stadtteil namens Bruchmühlen zusammenzufassen, so dass seit 1972 zwei Orte dieses Namens aneinandergrenzen.

### Bevölkerungsentwicklung
Der nordrhein-westfälische Teil Bruchmühlens hat rund 3400 Einwohner und ist damit der bevölkerungsreichste Ortsteil Rödinghausens. Die folgende Übersicht zeigt die Einwohnerzahlen Westkilvers nach dem jeweiligen Gebietsstand bis zur Eingemeindung in die Gemeinde Rödinghausen zum 1. Januar 1969. Bei den Zahlen handelt es sich um Volkszählungsergebnisse. Die Angaben beziehen sich ab 1871 sowie für 1946 auf die Ortsanwesende Bevölkerung und ab 1925 auf die Wohnbevölkerung. Vor 1871 wurden die Einwohnerzahlen nach uneinheitlichen Erhebungsverfahren ermittelt.
| Jahr            | Einwohner |
| --------------- | --------- |
| 1799            | 517       |
| 1818 (31. Dez.) | 604       |
| 1834 (31. Dez.) | 567       |
| 1837 (31. Dez.) | 584       |
| 1843 (31. Dez.) | 648       |
| 1849 (3. Dez.)  | 655       |
| 1852 (3. Dez.)  | 653       |

| Jahr           | Einwohner |
| -------------- | --------- |
| 1858 (3. Dez.) | 717       |
| 1867 (3. Dez.) | 802       |
| 1871 (1. Dez.) | 825       |
| 1885 (1. Dez.) | 773       |
| 1895 (1. Dez.) | 1039      |
| 1905 (1. Dez.) | 1259      |
| 1925 (1. Dez.) | 1420      |

| Jahr            | Einwohner |
| --------------- | --------- |
| 1933 (16. Juni) | 1501      |
| 1939 (17. Mai)  | 1470      |
| 1946 (29. Okt.) | 1825      |
| 1950 (13. Sep.) | 1928      |
| 1961 (6. Juni)  | 1897      |

## Politik
Westkilver bzw. Bruchmühlen ist seit dem 1. Januar 1969 ein unselbstständiger Ortsteil der Gemeinde Rödinghausen. Bis 1968 war Westkilver eine selbstständige Gemeinde im Amt Rödinghausen.
Die Bürgermeister Westkilvers waren:
- bis 1948: Heinrich Martens
- 1948–1952: Heinrich Restemeier
- 1952–1968: Gustav Meyer

Ab 1969 standen dem Ortsteil Bruchmühlen folgende Ortsvorsteher vor:
- 1969–1989: Werner Greiwe
- 1989–1994: Walter Kerschies
- 1994–2006: Edwin Röper

### Wappen

Wappen der Altgemeinde Westkilver

Blasonierung: In Silber (weiß) zwei rote zueinandergewandte Pflugscharen über einem roten Sparren; darunter ein rotes Mühlrad.
Das Wappen der Altgemeinde ist heute ohne kommunalrechtliche Bedeutung. Das Mühlrad weist auf die Mühlen an Else und Kilverbach hin, von denen noch heute die Kolkmühle erhalten ist, und spiegelt den heutigen Namen wider, der auf (Wasser-)Mühlen im Bruch an Else und Kilverbach hindeutet. Der Sparren ist typisch für die Wappen der Region. Er steht für die ehemalige Zugehörigkeit zur Grafschaft Ravensberg. Aber auch die von Ledebur, Besitzer des Guts Bruchmühlen, führten einen einzelnen Sparren im Wappen. Die Pflugscharen deuten auf die langjährigen Besitzer von Haus Kilver und Gut Böckel hin, in deren Nähe sich Westkilver entwickelte. Im Familienwappen führen den roten Pflugschar sowohl die westfälischen Adelsgeschlechter von Vinckes als auch die von Bussche.

## Sehenswürdigkeiten
Die Bruchmühlener Kirche gehört zur Evangelischen Kirchengemeinde Westkilver, zu der auch der Posaunenchor Westkilver gehört. Die Michaelkirche der evangelischen Kirchengemeinde Westkilver in Rödinghausen-Bruchmühlen wurde 1471 als Kapelle erbaut, 1904 um ein Parallelschiff erweitert und erhielt 1930 ihren Turm. Im Inneren ist eine spätgotische Kanzel aus Holz, ein Vortragekreuz um 1525, ein an die Kreuzwegdarstellungen angelehntes Gemälde von 1724 und eine aus Lindenholz geschnitzte Taufschale zu besichtigen. Rund um die Westkilver Kirche findet jährlich Ende August der Kilver Markt mit Fahrgeschäften und historischem Bauernmarkt statt.

## Bildung
Im Rödinghauser Teil Bruchmühlens liegt die Grundschule Bruchmühlen.

## Verkehr

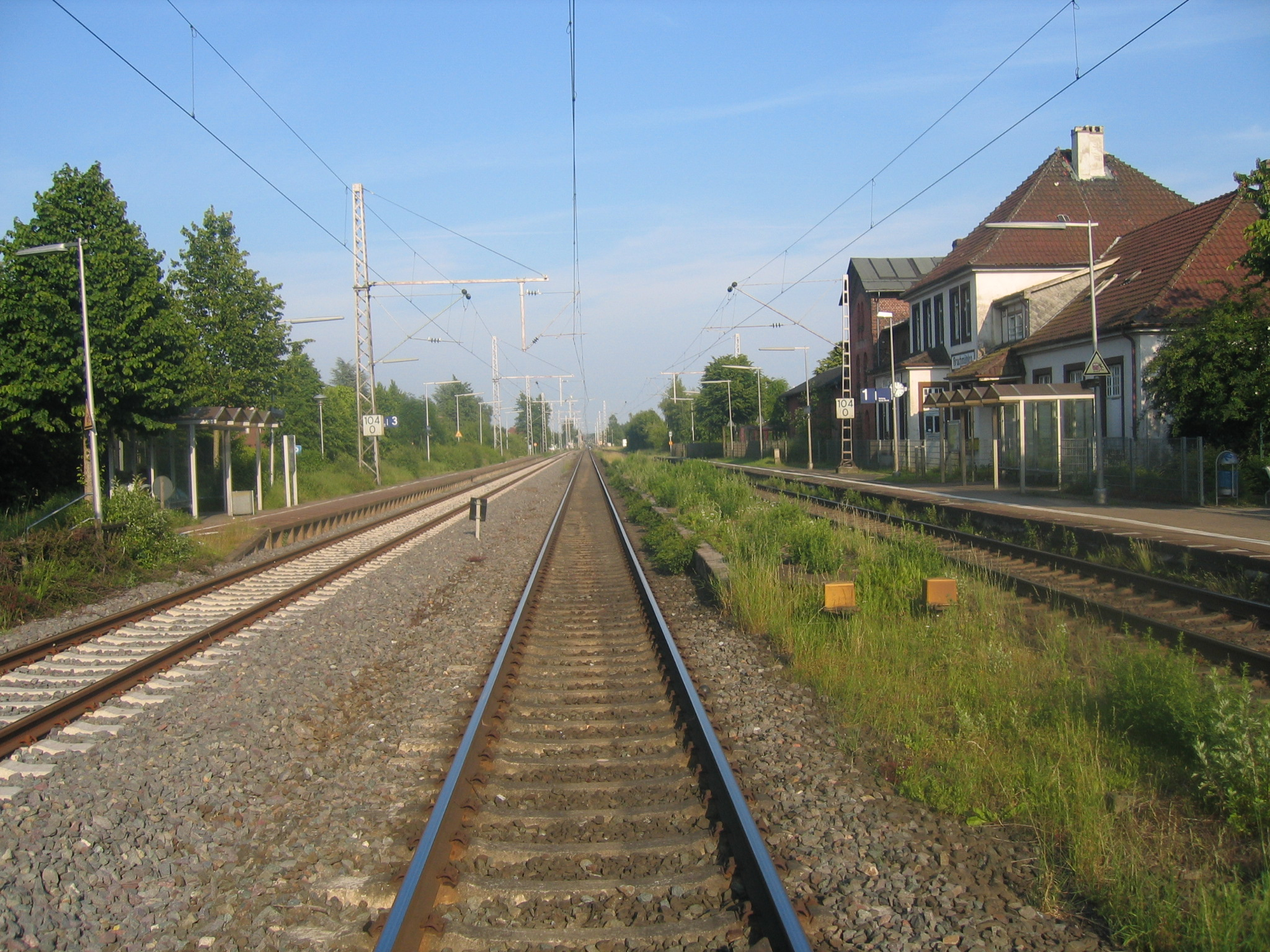
Bahnhof Bruchmühlen

Bruchmühlen liegt an der A 30 Osnabrück–Bad Oeynhausen. Der Anschluss an die A 30 befindet sich im Gemeindegebiet von Rödinghausen.
Der Ort liegt an der Bahnstrecke Löhne–Rheine. Der Bahnhof Bruchmühlen befindet sich direkt an der Landesgrenze, gehört aber vollständig zum Stadtgebiet Melle. Er wird im Stundentakt von der RB 61 Wiehengebirgsbahn Bad Bentheim–Rheine–Osnabrück–Bünde–Herford–Bielefeld bedient. Bruchmühlen ist in den Tarifverbund Westfalentarif einbezogen. Der Bahnhof im Stadtgebiet von Melle liegt jedoch nicht in diesem Verbundgebiet, daher wird ausschließlich der Niedersachsentarif angewendet; jedoch sind die Pauschaltickets des NRW-Tarifs auch hier gültig.

## Wirtschaft
Auf beiden Seiten spielt die Küchenmöbelindustrie eine gewichtige Rolle. Der nordrhein-westfälische Teil Bruchmühlens ist mittlerweile zumindest in Bezug auf den Einzelhandel und Industrie hinsichtlich seiner wirtschaftlichen Prosperität seinem Verwaltungssitz überlegen.

## Freizeit
Größter Sportverein sind der TuS Bruchmühlen und der SV Rödinghausen. Die Fußballspiele werden im Häcker-Wiehenstadion sowie am Sportplatz An den Fichten austragen. Im Handballbereich spielt der CVJM Rödinghausen.